# Diana d'Audouins
Diana d'Audouins, comtessa de Gramont (Hagetmau, 1554 - Bidaxune, 1620) fou amant del rei de França Enric IV, i fou coneguda com la bella Corisanda.
Era filla de Pau d'Audouins, vescomte de Louvigny. En restar orfe s'educà al costat de la reina de Navarra, Joana d'Albret, adquirint molts coneixements en les lletres i en la música. Als tretze anys la casaren amb Filibert I de Gramont, i contribuí el 1573 amb la seva sang freda a la salvació del seu sogre quan era atacat pels protestants bearnesos.
El 1576 es retirà a la petita cort de Nerac, mentre el seu espòs era el favorit del duc d'Anjou (Enric Hèrcules) en el Louvre. A Nerac conegué a Montaigne, el qual li dedicà els sonets publicats en els seus Essais; també fou allà on probablement començaren les seves il·lícites relacions amb Enric IV de França, relacions que facilitaren la mort de l'espòs de Diana en el setge de La Fère (1580). Es diu que el citat rei tractà de casar-se amb la comtessa de Gramont, agraït als serveis pecuniaris que en més d'una ocasió li'n prestà aquesta.
En les Lettres missives d'Enric IV que publicà Jules Berger de Xivrey, figuren nombroses cartes d'aquest monarca a la bella Colisanda.

## Descendència
Del primer marit va tenir al successor Antoni II mort el 1644; amb el seu fill Antoni III (1644-1678), el fill d'aquest, Antoni Charles (1678-1720), el fill d'aquest Antoni (1720-1735) i el fill del darrer Antoni VI (1735-1741) els drets del Louvigny es consolidaren en la casa dels ducs de Gramont fins a la revolució.